# Flavius Eugenius
Flavius Eugenius (345 körül – 394. szeptember 6.) Római Birodalomban trónbitorlóként lépett fel (392–394). Felújította a pogány szokásokat, támadást intézett a keresztény vallás ellen.

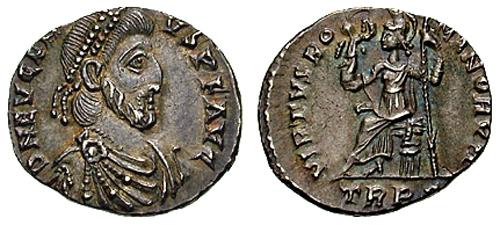
Az érmén látszik, hogy Eugenius birodalmi, császári jelvényeket visel.

## Élete
Grammatikát és retorikát tanított, később a Nyugatrómai Birodalom császári udvara körül titkári feladatokat látott el, mint magister scrinorum.

### A hatalom megszerzése
II. Valentinianus halála után Arbogast, aki valószínűleg megölte II. Valentinianust, felkérte, hogy legyen a Nyugatrómai Birodalom császára (392. augusztus 22.) Eugeniusra Arbogast választása azért esett, mert Eugeniusnak sok híve volt a szenátusban, emellett római volt – szemben Arbogasttal, aki frank. A hatalmat de facto Arbogast gyakorolta.

### Vallási és katonai politikája
Megválasztása után Eugenius belekezdett a birodalmi közigazgatás átformálásába. A saját embereit ültette meghatározó pozíciókba, I. Theodosius híveit távol tartotta a hatalomtól. Eugenius elkezdte a keresztény vallás háttérbe szorítását, célja volt, hogy Róma visszatérjen a pogány istenek kultuszához. Megnyitotta Vénusz templomát, visszaállította a szenátus épületébe Victoria istennő oltárát, melyet még Gratianus császár távolított el. Összetűzésbe került Milánó püspökével, Ambrosiusszal, aki kiállt a keresztény vallás elsőbbsége mellett. Eugenius megújította a katonai szövetséget az alemannokkal és a frankokkal. Arbogastot, aki bevonult a Rajna mögötti germán területekre parádékkal és ünnepélyekkel fogadták frank honfitársai.

### Eugenius bukása
I.Theodosiust aggasztotta a Nyugatrómai Birodalom helyzete, a pogányság visszatérése, a germánokkal való túlzott barátság és a keresztények zaklatása birodalomszerte. Emellett egyre bizonyosabbá vált, hogy II. Valentinianus császár meggyilkolásához Arbogastnak is köze volt. I. Theodosius csapatokat gyűjtött össze Konstantinápoly térségében, és 393 januárjában a kétéves fiát, Honoriust nevezte ki a Nyugatrómai Birodalom augustusának. A háború elkerülhetetlen volt. 394. szeptember 6-án Theodosius csapatai a Frigidus menti csata során megsemmisítő vereséget mértek a seregeire. Arbogast öngyilkosságot követett el, Eugeniust pedig elítélték és lefejezték.

## Eugenius uralkodásának mérlege
Eugenius halálával egy új korszak kezdődött Európa történetében. A pogányság felett a kereszténység döntő győzelmet aratott, a keresztény Európa megvalósítása megkérdőjelezhetetlenné vált. Utoljára sikerült egyesíteni a történelemben a Római Birodalmat, I. Theodosius halála után újból megosztották, fiai örökölték a keleti illetve nyugati részeket. Eugeniusnak és szenátori rendnek nem sikerült visszaállítani a pogány Rómát, el kellett fogadniuk a római elöljáróknak az egyházi méltóságok és a nemesség egyenlőségét. A felsőpapság ekkor emelkedett fel a nemességgel egy szintre a társadalmi ranglétrán. Arbogast halálával újból megromlottak a germánok és a rómaiak közti barátságos kapcsolatok, újabb nagy germán beözönlésekre kellett számítania a Nyugatrómai Birodalomnak.
| Elődei: Arcadius és Flavius Rufinus | Consul 393 collega: I. Theodosius, Flavius Abundantius (kelet) | Utódai: Arcadius és Honorius |